# Magonsaete

Reino de Magonsaete.

Magonsaete (originalmente Magonsæte) fue un reino sajón, más tarde convertido en sub-reino vasallo de Mercia, que se cree que se correspondía con los límites de la diócesis de Hereford.
El territorio britano de Pengwern fue conquistado por Oswiu de Northumbria en 656, en la época en que este reinaba sobre Mercia. Pengwern Occidental fue ocupada luego por grupos anglos. Un grupo se había establecido en la antigua ciudad romana de Magnis o Caer Magón, en el Kenchester moderno, cerca de Hereford.
El reino vasallo de Hecani Occidental existía ya desde finales del siglo VII y principios del siglo VIII, del cual se conocen tres gobernantes: Merewalh, Mildfrith y Merchelm. Para finales del siglo VIII, la región parece haber sido reincorporada a Mercia, quizás como Westerna, siendo conocida finalmente como Magonsaete en el siglo IX.